# Петров Василь Васильович

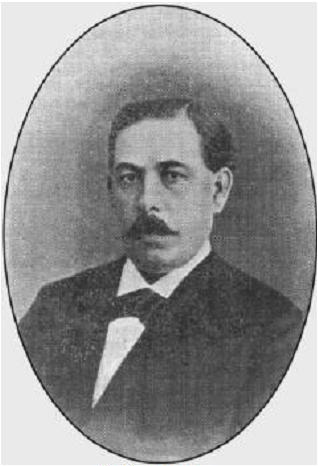
Петров Василь Васильович

Василь Васильович Петров (? — 1889) — голова Іркутського губернського правління (1884—1886). Із дворян Зіньківського повіту, дійсний статський радник. Був членом Полтавської Губернської Земської Управи. Пізніше призначений віце-губернатором Мінської (1886—1888) та Віленської губерній (1888—1889).